# 321046 Klushantsev
321046 Klushantsev è un asteroide della fascia principale. Scoperto nel 2008, presenta un'orbita caratterizzata da un semiasse maggiore pari a 3,1285845 au e da un'eccentricità di 0,1103387, inclinata di 11,22327° rispetto all'eclittica.
L'asteroide è dedicato al regista russo Pavel Vladimirovič Klušancev.